# Cometa Hale-Bopp
El cometa Hale-Bopp (el nom oficial del qual és C/1995,O1) va ser probablement un dels cometes més àmpliament observat en l'últim segle i un dels més brillants que s'han vist en dècades. Es va poder observar a simple vista durant 18 mesos, quasi el doble del temps que va poder observar-se el Gran Cometa de 1811. El cometa Hale-Bopp es va descobrir el 23 de juliol de 1995 a una gran distància del Sol i es creà des de llavors l'expectativa que seria un cometa molt brillant quan passara prop del Sol. La brillantor d'un cometa és quelcom molt difícil de predir amb exactitud, però el Hale-Bopp va superar tot el que se n'havia esperat quan va passar pel periheli l'1 d'abril de 1997. El cometa es va anomenar Gran Cometa de 1997; el seu pas va incitar un cert nivell de pànic en la població, cosa que va provocar un suïcidi en massa entre els seguidors de la secta de La Porta del Cel. 
El període orbital és d'uns 2.537 anys.

## Descobriment
Alan Hale, a Cloudcroft, Nou Mèxic, feia una cerca sistemàtica de cometes quan el 23 de juliol de 1995 va descobrir un objecte brillant d'onzena magnitud prop de l'agrupació globular M70, a la constel·lació del Sagitari. Per la seua banda, Thomas Bopp observava el cel amb el telescopi d'un amic, quan va percebre un objecte no catalogat que va resultar ser el cometa.

## Acostament
Prompte queda clar que Hale-Bopp no era un cometa ordinari: en calcular-se'n l'òrbita, va resultar ser a 7,2 unitats astronòmiques (UA) del Sol, entre Júpiter i Saturn, a la major distància de la Terra que qualsevol altre cometa descobert. La majoria dels cometes a esta distància són a penes perceptibles, i la seua activitat no és apreciable, però la cua del Hale-Bopp era ben observable. En una imatge del telescopi angloaustralià de 1993 es va trobar el cometa encara no descobert a unes 13 ua del Sol, que és una distància que en general no permet observar cometes; per exemple, el cometa de Halley és 50.000 vegades menys lluminós a la mateixa distància del Sol. Les anàlisis indiquen que el seu nucli té prop de 50 quilòmetres de diàmetre, tres vegades la grandària del Halley.
La seua gran distància i sorprenent activitat indicava que el cometa Hale-Bopp seria molt brillant en aconseguir el seu periheli en 1997. No obstant això, els especialistes en cometes van ser cautelosos en els anuncis, a causa de com és de difícil predir amb exactitud la brillantor d'un cometa. Anys abans, en 1973, es va anunciar que el cometa Kohoutek seria el cometa del segle per la seua brillantor, però aquest no va complir les expectatives en eixe sentit.

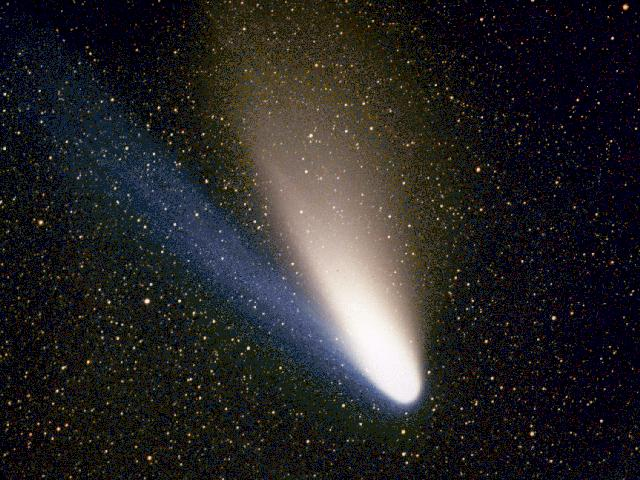
Cometa Hale-Bopp, el Gran Cometa de 1997